# 岩見沢運転所
岩見沢運転所（いわみざわうんてんしょ）は、北海道岩見沢市にある北海道旅客鉄道（JR北海道）の車両基地である。運転士も所属している。前身は岩見沢操車場であり、かつて東京以北で最大の操車場であった。
配置旅客車両の所属略号は「札イワ」だったが、51系客車が廃車となったため、現在このように表示する車両は存在しない。
かつて石炭輸送を担った岩見沢操車場跡は、文化庁により日本遺産『本邦国策を北海道に観よ！～北の産業革命「炭鉄港」～』のひとつに指定された。

## 配置車両
2021年4月1日現在の所属車両は以下のとおり。2020年度までは貨車のみの配置となっていた。構内除雪用にモーターカー（車籍なし）が配置されている。
また、夏季には旭川運転所のDE15形ディーゼル機関車が保線作業用（ラッセルヘッドを外した状態）に2両、冬季においてはラッセル仕業用に1両配置される。
| 電車 | 気動車 | 機関車 | 客車 | 貨車 | 合計 |
| ---- | ------ | ------ | ---- | ---- | ---- |
| 0両  | 0両    | 0両    | 0両  | 0両  | 0両  |

### 過去の配置車両
チキ5200形貨車(20両)
20両 (5203, 5318, 5319, 5321 - 5323, 5331, 5333, 5335, 5352 - 5356, 5362 - 5365, 5379, 5380) が配置されていたが、2021年3月に全車廃車された。
レール輸送用長物車で、岩見沢レールセンターからのレール輸送に使用されていた。
チキ6000形貨車(6両)
6両 (6058, 6087, 6094, 6095, 6129, 6381) が配置されていたが、2021年3月に全車廃車された。
レール輸送用長物車に使用されていた。
ホキ800形貨車
2012年6月に1061, 1両が廃車になり、残り16両が2014年（平成26年）10月に全車廃車された。
バラスト輸送用ホッパ車。
タキ9900形貨車
1両（タキ39961）が配置されていたが、2014年（平成26年）7月に廃車された。
散水用タンク車で、夏季のレール膨張を防止するために使用された。
タキ42750形貨車
1両（タキ42861）が配置されていたが、2014年（平成26年）7月に廃車された。
散水用タンク車で、夏季のレール膨張を防止するために使用された。
ワキ10000形貨車
6両が配置されていたが、2007年（平成19年）6月に廃車、8月に解体された。
元カートレイン用有蓋車で、配給車代用として使用されていた。

## 沿革
- 1884年（明治17年）8月15日 - 官営幌内鉄道岩見沢フラグステーション開所。
- 1891年（明治24年）7月5日 - 北海道炭礦鉄道岩見沢機関庫開所。
- 1899年（明治32年）1月28日 - 岩見沢機関庫焼失。機関車2両焼損。
- 1900年（明治33年） - 車庫再建。
- 1912年（明治45年）3月1日現在、蒸気機関車12両配属（2500形2両・3060形2両・5700形4両・5800形1両・9000形1両・9030形1両・9050形1両）。
- 1926年（昭和元年） - 岩見沢操車場開場。
- 1927年（昭和2年） - 第二車庫建設。前からある車庫は第一車庫となる。
- 1936年（昭和11年）9月1日 - 岩見沢機関区に改称。同日現在、蒸気機関車44両配属（8620形3両・9050形7両・9200形8両・9580形1両・9600形20両・D50形5両）
- 1956年（昭和31年） - 第三車庫建設。同年現在、蒸気機関車48両配属（9600形11両・C11形2両・C51形3両・D50形14両・D51形18両）
- 1968年（昭和43年）10月1日 - 函館本線電化による電気機関車ED75形・ED76形配置開始に伴い、操車場西側に岩見沢第二機関区新設。旧岩見沢機関区を岩見沢第一機関区に改称。
同日現在、岩見沢第一機関区に蒸気機関車44両配属（9600形10両・D51形34両）。岩見沢第二機関区に電気機関車10両とディーゼル機関車1両配属（ED75 501・ED76 501 - 509とDD14 307）。
- 1970年（昭和45年）3月末現在、岩見沢第一機関区には蒸気機関車47両（9600形11両・C57形6両・D51形30両）、岩見沢第二機関区には電気機関車23両（ED75形1両・ED76形22両）およびディーゼル機関車1両（DD14形1両）を配属。両区合わせると北海道内最大両数の配置を誇る。
- 1976年（昭和51年）3月末 - 室蘭本線他の最終無煙化完成により岩見沢第一機関区の蒸気機関車配置がゼロ（乗務員区）となる。
- 1980年（昭和55年）3月末現在、岩見沢第二機関区には、電気機関車23両およびディーゼル機関車57両（DD14形3両・DD15形1両・DD51形40両・DE10形8両・DE15形5両）を配属（北海道内最大の配置両数を誇る）。
- 1986年（昭和61年）11月1日 - 岩見沢第一機関区と岩見沢客貨車区が統合して岩見沢運転区となる。岩見沢第二機関区を岩見沢機関区に改称する。
- 1987年（昭和62年）
  - 3月1日 - 岩見沢機関区を空知運転区に改称する[4]。
  - 4月1日 - 国鉄分割民営化に伴い、JR北海道に継承される。
- 1990年（平成2年）4月1日 - 空知運転区を空知運転所に改称する。
- 1994年（平成6年）11月1日 - 空知運転所が廃止となる[5]。
- 2005年（平成17年）3月 - 追分駅運転部門を当所に移管する。

## 岩見沢操車場
- 1956年（昭和31年） - 貨物利用増大に対応するため、岩見沢機関区（現・当運転所）から1km程札幌寄りに貨物操車場として開設。
- 1980年（昭和55年） - 貨物利用廃止に伴い、操車場は廃止。機能の一部を岩見沢第一機関区へ移行。

### 貨物担当区間
- 夕張炭鉱 - 追分 - 岩見沢間（石炭輸送）
- 岩見沢 - 旭川間
- 岩見沢 - 追分間
- 岩見沢 - 苫小牧 - 室蘭
- 小樽築港 - 札幌 - 岩見沢間

## 岩見沢第二機関区
函館本線が電化開業後に新たに設けられた機関区で、道内で稼働する電気機関車の全てが所属していた。機関区は岩見沢駅の札幌寄りに設けられた操車場に隣接しており、2016年頃まで架線・機関庫の一部は残されたままになっていた。民営化後、札幌圏の客車列車が電車化されるまで下記の機関車が所属していた。

### 配置車両
- ED76形（500番台） - 函館本線の急行・普通列車・一部の貨物列車牽引で使用。
- DD51形 - 室蘭本線の普通列車・貨物列車牽引で使用
- DE10形 - 構内での客車や貨物車の入換作業等で使用